# آنتوان فردیناند
آنتوان فردیناند (انگلیسی: Anton Ferdinand؛ زادهٔ ۱۸ فوریهٔ ۱۹۸۵) یک بازیکن فوتبال اهل بریتانیا است.